# Stronger Tour

A Stronger Tour é a quarta turnê da cantora estadunidense Kelly Clarkson, em suporte ao álbum Stronger. A turnê percorrerá, inicialmente, a América do Norte e o Brasil.

## Antecedentes
Durante uma entrevista para a MTV News, Kelly disse que uma turnê estava sendo planejada para algum momento de 2012. Clarkson mencionou que estava ansiosa para cantar "Stronger (What Doesn't Kill You)", pois, após ensaiá-la, ela ficou como um grande hino de dança. Antes dos shows, Kelly pedia a opinião dos fãs para ela cantar uma canção extra.
A turnê foi anunciada no dia 14 de novembro de 2011, com mais de 30 shows nos Estados Unidos e Canadá, com o cantor Matt Nathanson anunciado com ato de abertura.
O anúncio para a imprensa mencionou os primeiros shows como a "primeira parte" da turnê, gerando boatos de possíveis shows na Europa e na Austrália.

## Bandas de Abertura

### Primeira Parte
- Matt Nathanson (Datas selecionadas)[6]
- Carolina Liar (San Jose, Wenatachee[7] e Pullman)

### Segunda Parte
- Carolina Liar (América do Norte)[8]

## Set List
1. "Dark Side"
2. "Behind These Hazel Eyes"
3. "Since U Been Gone"
4. "Gone"
5. "You Love Me"
6. "Heavy In Your Arms
7. Medley: "The Trouble With Love Is" / "Walk Away" / "How I Feel" / "I Want You"
8. "I Know You Won't"
9. "Einstein"
10. "Don't You Wanna Stay"
11. "Let Me Down"
12. "I Forgive You"
13. "Already Gone"
14. "Breakaway"
15. "You Still Won't Know What It's Like"
16. "Stronger (What Doesn't Kill You)"
17. "Never Again"
18. "Because of You"

Encore
1. "My Life Would Suck Without You"
2. "Mr. Know It All"
3. "Miss Independent"

1. "Dark Side"
2. "Behind These Hazel Eyes"
3. "Since U Been Gone"
4. "You Love Me"
5. "Walk Away"
6. "The War Is Over"
7. "Already Gone"
8. "Never Again"
9. "I Do Not Hook Up"
10. "I Forgive You"
11. "Breakaway"
12. "Mr. Know It All"
13. "Miss Independent"

Encore
1. "Because of You"
2. "Stronger (What Doesn't Kill You)"
3. "My Life Would Suck Without You"

## Datas da turnê
| Datas                   | Cidade           | País           | Local                                        |
| ----------------------- | ---------------- | -------------- | -------------------------------------------- |
| Primeira Parte          |                  |                |                                              |
| América do Norte        |                  |                |                                              |
| 13 de janeiro de 2012   | Ledyard          | Estados Unidos | MGM Grand Theater                            |
| 15 de janeiro de 2012   | Atlantic City    | Estados Unidos | Etess Arena                                  |
| 17 de janeiro de 2012   | Albany           | Estados Unidos | Times Union Center                           |
| 19 de janeiro de 2012   | Verona           | Estados Unidos | Turning Stone Event Center                   |
| 21 de janeiro de 2012   | Nova Iorque      | Estados Unidos | Radio City Music Hall                        |
| 24 de janeiro de 2012   | Manchester       | Estados Unidos | Verizon Wireless Arena                       |
| 26 de janeiro de 2012   | Boston           | Estados Unidos | Wang Theatre                                 |
| 28 de janeiro de 2012   | Johnstown        | Estados Unidos | Cambria County War Memorial Arena            |
| 31 de janeiro de 2012   | Durham           | Estados Unidos | Durham Performing Arts Center                |
| 02 de fevereiro de 2012 | Jacksonville     | Estados Unidos | Moran Theater                                |
| 04 de fevereiro de 2012 | Bossier City     | Estados Unidos | Riverdome                                    |
| 06 de fevereiro de 2012 | San Antonio      | Estados Unidos | Majestic Theatre                             |
| 08 de fevereiro de 2012 | Austin           | Estados Unidos | Long Center for the Performing Arts          |
| 10 de fevereiro de 2012 | Grand Prairie    | Estados Unidos | Verizon Theatre at Grand Prairie             |
| 14 de fevereiro de 2012 | Blioxi           | Estados Unidos | Hard Rock Live                               |
| 16 de fevereiro de 2012 | Hollywood        | Estados Unidos | Hard Rock Live                               |
| 18 de fevereiro de 2012 | Orlando          | Estados Unidos | Universal Music Plaza Stage[A]               |
| 21 de fevereiro de 2012 | Clearwater       | Estados Unidos | Ruth Eckerd Hall                             |
| 23 de fevereiro de 2012 | Atlanta          | Estados Unidos | Fox Theatre                                  |
| 25 de fevereiro de 2012 | Champaign        | Estados Unidos | Assembly Hall                                |
| 28 de fevereiro de 2012 | Greenville       | Estados Unidos | Timmons Arena                                |
| 02 de março de 2012     | Niagara Falls    | Canadá         | Avalon Ballroom Theatre                      |
| 03 de março de 2012     | Niagara Falls    | Canadá         | Avalon Ballroom Theatre                      |
| 06 de março de 2012     | London           | Canadá         | John Labatt Centre                           |
| 08 de março de 2012     | Windsor          | Canadá         | The Colosseum at Caesars Windsor             |
| 10 de março de 2012     | Hammond          | Estados Unidos | The Venue at Horseshoe Casino                |
| 12 de março de 2012     | Sioux Falls      | Estados Unidos | Sioux Falls Arena                            |
| 14 de março de 2012     | Springfield      | Estados Unidos | O'Reilly Family Event Center                 |
| 16 de março de 2012     | St. Louis        | Estados Unidos | Fabulous Fox Theatre                         |
| 18 de março de 2012     | Broomfield       | Estados Unidos | 1stBank Center                               |
| 20 de março de 2012     | West Valley City | Estados Unidos | Maverik Center                               |
| 22 de março de 2012     | Kent             | Estados Unidos | ShoWare Center                               |
| 24 de março de 2012     | Boise            | Estados Unidos | Taco Bell Arena                              |
| 27 de março de 2012     | San Jose         | Estados Unidos | The Event Center Arena                       |
| 29 de março de 2012     | Bakersfield      | Estados Unidos | Rabobank Arena                               |
| 31 de março de 2012     | Reno             | Estados Unidos | Reno Events Center                           |
| 03 de abril de 2012     | Los Angeles      | Estados Unidos | Nokia Theatre L.A. Live                      |
| 05 de abril de 2012     | Las Vegas        | Estados Unidos | Pearl Concert Theater                        |
| 07 de abril de 2012     | Indio            | Estados Unidos | Fantasy Springs Special Events Center        |
| 10 de abril de 2012     | San Diego        | Estados Unidos | Valley View Casino Center                    |
| 13 de abril de 2012     | Wenatchee        | Estados Unidos | Town Toyota Center                           |
| 14 de abril de 2012     | Pullman          | Estados Unidos | Beasley Coliseum                             |
| Segunda Parte           |                  |                |                                              |
| América do Sul          |                  |                |                                              |
| 23 de junho de 2012     | São Paulo        | Brasil         | Arena Anhembi[B]                             |
| América do Norte        |                  |                |                                              |
| 29 de junho de 2012     | Milwaukee        | Estados Unidos | Marcus Amphitheater[C]                       |
| 21 de julho de 2012     | Ridgefield       | Estados Unidos | Sleep Country Amphitheater                   |
| 22 de julho de 2012     | Airway Heights   | Estados Unidos | Northern Quest Resort & Casino               |
| 25 de julho de 2012     | Concord          | Estados Unidos | Sleep Train Pavilion                         |
| 27 de julho de 2012     | Las Vegas        | Estados Unidos | The Chelsea                                  |
| 28 de julho de 2012     | Murphys          | Estados Unidos | Ironstone Winery                             |
| 30 de julho de 2012     | Los Angeles      | Estados Unidos | Hollywood Bowl                               |
| 01 de agosto de 2012    | Phoenix          | Estados Unidos | US Airways Center                            |
| 02 de agosto de 2012    | Albuquerque      | Estados Unidos | The Pavilion                                 |
| 04 de agosto de 2012    | Thackerville     | Estados Unidos | Winstar Casino                               |
| 06 de agosto de 2012    | Orange Beach     | Estados Unidos | Amphitheater at the Wharf                    |
| 08 de agosto de 2012    | Alpharetta       | Estados Unidos | Verizon Wireless Amphitheater at Encore Park |
| 10 de agosto de 2012    | Clarkston        | Estados Unidos | DTE Energy Music Theatre                     |
| 14 de agosto de 2012    | Cincinnati       | Estados Unidos | Riverbend Music Center                       |
| 16 de agosto de 2012    | Camden           | Estados Unidos | Susquehanna Bank Center                      |
| 17 de agosto de 2012    | Hershey          | Estados Unidos | Hersheypark Stadium[D]                       |
| 21 de agosto de 2012    | Wantagh          | Estados Unidos | Nikon at Jones Beach Theater                 |
| 23 de agosto de 2012    | Bristow          | Estados Unidos | Jiffy Lube Live                              |
| 25 de agosto de 2012    | Mansfield        | Estados Unidos | Comcast Center                               |
| 26 de agosto de 2012    | Holmdel          | Estados Unidos | PNC Bank Arts Center                         |
| 28 de agosto de 2012    | Toronto          | Canadá         | Molson Amphitheater                          |
| 29 de agosto de 2012    | Canandaigua      | Estados Unidos | Constellation Brands-Marvin Sands PAC        |
| 01 de setembro de 2012  | Tinley Park      | Estados Unidos | First Midwest Bank Amphitheater              |
| 02 de setembro de 2012  | Noblesville      | Estados Unidos | Klipsch Music Center                         |
| 05 de setembro de 2012  | Independence     | Estados Unidos | Independence Events Center                   |
| 07 de setembro de 2012  | The Woodlands    | Estados Unidos | Cynthia Woods Mitchell Pavilion              |
| 11 de setembro de 2012  | Virginia Beach   | Estados Unidos | Farm Bureau Live at Virginia Beach           |
| 12 de setembro de 2012  | Charlotte        | Estados Unidos | Verizon Wireless Amphitheater                |
| 14 de setembro de 2012  | Tuscaloosa       | Estados Unidos | Tuscaloosa Amphitheater                      |
| 15 de setembro de 2012  | Nashville        | Estados Unidos | Bridgestone Arena                            |
| Oceania                 |                  |                |                                              |
| 25 de setembro de 2012  | Brisbane         | Austrália      | Brisbane Entertainment Centre                |
| 27 de setembro de 2012  | Sydney           | Austrália      | Sydney Entertainment Centre                  |
| 29 de setembro de 2012  | Deniliquin       | Austrália      | Deni Freighters Sports Arena[E]              |
| 01 de outubro de 2012   | Melbourne        | Austrália      | Rod Laver Arena                              |
| 03 de outubro de 2012   | Adelaide         | Austrália      | Adelaide Entertainment Centre                |
| 05 de outubro de 2012   | Perth            | Austrália      | Estádio Challenge                            |
| Europa                  |                  |                |                                              |
| 10 de outubro de 2012   | Dublin           | Irlanda        | The O2                                       |
| 12 de outubro de 2012   | Manchester       | Inglaterra     | Manchester Arena                             |
| 14 de outubro de 2012   | Birmingham       | Inglaterra     | LG Arena                                     |
| 16 de outubro de 2012   | Glasgow          | Escócia        | Braehead Arena                               |
| 18 de outubro de 2012   | Sheffield        | Inglaterra     | Sheffield Arena                              |
| 20 de outubro de 2012   | Londres          | Inglaterra     | Wembley Arena                                |

### Observações
A Este concerto faz parte do "Mardi Gras at Universal Studios".
B Este concerto faz parte do "Pop Festival".
C Este concerto faz parte do "Summerfest".
D Este concerto faz parte do "Summer MixTape Fest".
E Este concerto faz parte do "Deni Ute Muster".

### Arrecadação
| Local                             | Cidade           | Ingressos vendidos / Ingressos disponíveis | Arrecadação |
| --------------------------------- | ---------------- | ------------------------------------------ | ----------- |
| Cambria County War Memorial Arena | Johnstown        | 3,299 / 4,243 (78%)                        | $148,576    |
| Durham Performing Arts Center     | Durham           | 2,128 / 2,405 (88%)                        | $152,969    |
| Riverdome                         | Bossier City     | 1,338 / 1,400 (95%)                        | $97,180     |
| Ruth Eckerd Hall                  | Clearwater       | 2,052 / 2,052 (100%)                       | $176,515    |
| Fox Theatre                       | Atlanta          | 4,167 / 4,167 (100%)                       | $203,801    |
| Timmons Arena                     | Greenville       | 2,786 / 4,871 (57%)                        | $103,582    |
| The Colosseum at Caesars Windsor  | Windsor          | 4,533 / 4,934 (92%)                        | $451,208    |
| The Venue at Horseshoe Casino     | Hammond          | 2,396 / 3,130 (76%)                        | $175,155    |
| Fabulous Fox Theatre              | St. Louis        | 3,895 / 3,895 (100%)                       | $190,729    |
| Maverik Center                    | West Valley City | 3,699 / 5,595 (66%)                        | $179,824    |
| Rabobank Arena                    | Bakersfield      | 3,946 / 4,400 (90%)                        | $164,789    |
| TOTAL                             | TOTAL            | 34,239 / 41,092 (83%)                      | $2,044,328  |